# 硬核属
硬核属（学名：Scleropyrum）是檀香科下的一个属，为乔木植物。该属共有6种，分布于印度、马来西亚。

## 下属物种
- Scleropyrum pentandrum
- 硬核 Scleropyrum wallichianum